# Унитас фонд
УНИТАС фонд је међународна хуманитарна организација која се бави борбом против трговине људима. Мисија УНИТАС фонда јесте да путем својих активности и пројеката обезбеди едукацију, превенцију и нове прилике за напредовање жртвама трговине људима.

## Историја и организација
УНИТАС фонд започиње своју борбу против трговине људима у септембру 2015, након што су оснивачи Љубиша Крстајић и Мо Стојновић схватили важност ове друштвене појаве и организоване борбе против исте. Фонд је добио име УНИТАС сугеришући њиме важност јединства и сарадње у борби против трговине људима. УНИТАС фонд је склопио партнерства са Владама, НВО и експертима из области борбе против трговине људима. УНИТАС фонд има своје канцеларијеу Београду (Србија), Мајамију и Њујорку (САД). УНИТАС фонд покреће дијалог за регионалну сарадњу са основним и средњим школама које имају просветни систем близак просветном систему у држави у којој је седиште фонда, како би могао да укључи и остале регионе у своје активности.

## Активности фонда
Активности фонда УНИТАС су многобројне, почев од програма превенције и едукације деце и омладине о трговини људима који је конципиран од стране УНИТАС фонда, Министарства просвете, науке и технолошког развоја и Центра за заштиту жртава трговине људима Републике Србије за узраст од 7. разреда основне школе, до 4. разреда средње школе, затим пројекат чији је циљ подизање свести о присутности трговине људима путем документарно-играног филма Посматрачи који је базиран на истинитим причама, па све до пројекта формирања специјалног фонда за стипендије и обуке, како би се жртве оснажиле и вратиле осећај сигурности. Такође, фонд ради на формирању тима који ће радити на провери поузданости послодаваца и пословних агенција у сектору забаве који би спречио даљу експлоатацију.